# NGC 917
NGC 917 (другие обозначения — UGC 1890, MCG 5-6-39, ZWG 504.79, PGC 9258) — галактика в созвездии Треугольник.
Этот объект входит в число перечисленных в оригинальной редакции «Нового общего каталога».
Джон Гершель описывал галактику как образующую полукруг с четырьмя звёздами. Уильям Парсонс посмотрел в указанные Гершелем координаты, но увидел только несколько очень слабых звёзд. Есть две двойные звезды примерно в 1', но они слишком слабы, чтобы Джон Гершель смог увидеть их с 20-футовым отражателем. В любом случае, NGC 917 — почти наверняка тот объект, который он видел, так как галактика точно соответствует описанию.
В галактике вспыхнула сверхновая SN 2002eh типа Ia, её пиковая видимая звездная величина составила 16,4.